# Jaime King (nadadora)
Jaime Anne King (Swindon, Inglaterra, 20 de octubre de 1976) es un nadadora retirada especializada en pruebas de estilo braza. Fue subcampeona europea en 4x100 metros estilos durante el Campeonato Mundial de Natación en Piscina Corta de 1993 y en 1997.
Representó a Reino Unido en los Juegos Olímpicos de Barcelona 1992, Atlanta 1996 y Sídney 2000.

## Palmarés internacional
| Campeonato Europeo de Natación | Campeonato Europeo de Natación | Campeonato Europeo de Natación | Campeonato Europeo de Natación |
| Año                            | Lugar                          | Medalla                        | Prueba                         |
| ------------------------------ | ------------------------------ | ------------------------------ | ------------------------------ |
| 1993                           | Sheffield ( Reino Unido)       | Medalla de bronce              | 4 × 100 m estilos              |
| 1997                           | Sevilla ( España)              | Medalla de bronce              | 4 × 100 m estilos              |